# ナヤリット州

ナヤリット州
Estado Libre y Soberano de Nayarit

ナヤリット州 (Nayarit) は、メキシコの州。州都はテピク。人口は123万5456人（2020年国勢調査）。
北西でシナロア州と、北でドゥランゴ州と、北東でサカテカス州と、南でハリスコ州とそれぞれ隣接する。西では太平洋に臨み、マリアス諸島とマリエタス諸島が連なっている。サンブラスのビーチや、いわゆる「ナヤリットのリビエラ」は、観光地や北アメリカからの避寒地として人気がある。観光業以外では、農業と漁業が主要産業である。タランチュラの一種であるメキシカンピンクタランチュラが生息する、ふたつの州のひとつ（もうひとつはハリスコ州）である。
もともとユト・アステカ語族に属するウイチョル族やコラ族といった先住民族がいたが、これら先住民族の抵抗や峻険なナヤル山地の地勢のため、スペインの植民地統治は困難を極めた。最後まで独立していたコラ族の共同体がスペインに帰順したのは、1722年のことであった。州名も、コラ族の抵抗運動の指導者であったナヤルに由来する。

## 主な都市
- テピク
- コンポステーラ (ナヤリット州)
- ハラ (ナヤリット州)